# 陳士杰 (清朝)
陳士杰（1824年—1893年），字雋丞，湖南桂陽直隸州人，清朝政治人物。

## 生平
以拔貢考取戶部小京官，後為曾國藩幕僚。同治元年（1862年）因曾國藩推薦，授江蘇按察使，四年（1865年）平定霆軍所部叛軍，兼江蘇布政使，賜號剛勇巴圖魯，十三年（1874年）遷山東按察使，光緒六年（1880年）擢福建布政使，七年（1881年）擢浙江巡撫，任內巡視海口，增築鎮海笠山港及定海乍浦砲臺，九年（1883年）遷山東巡撫，沿海設防，十九年（1893年）卒。

## 家族
- 妾：李氏，捐軀殉節[1]
- 子：陳兆文，光緒二年（1876年）丙子恩科進士
- 子：陳兆葵，光緒十二年（1886年）丙戌科進士
- 子：陳兆璇，民國三年任北洋政府國史館主事，專司會計事宜（時任國史館長為王闓運）[2]

## 延伸阅读
[在维基数据编辑]
 在维基文库阅读此作者作品
 《清史稿·卷447》，出自趙爾巽《清史稿》